# Pizzo Carbonara
Pour les articles homonymes, voir Carbonara.
Le Pizzo Carbonara (en sicilien : Pizzu Carbonara) est une montagne d'Italie, second plus haut sommet de Sicile après l'Etna et juste devant le Pizzo Antenna Grande tout proche et culminant à deux mètres de moins. Il est situé dans le centre nord de l'île, dans le massif des Madonies, non loin de la ville de Castelbuono.

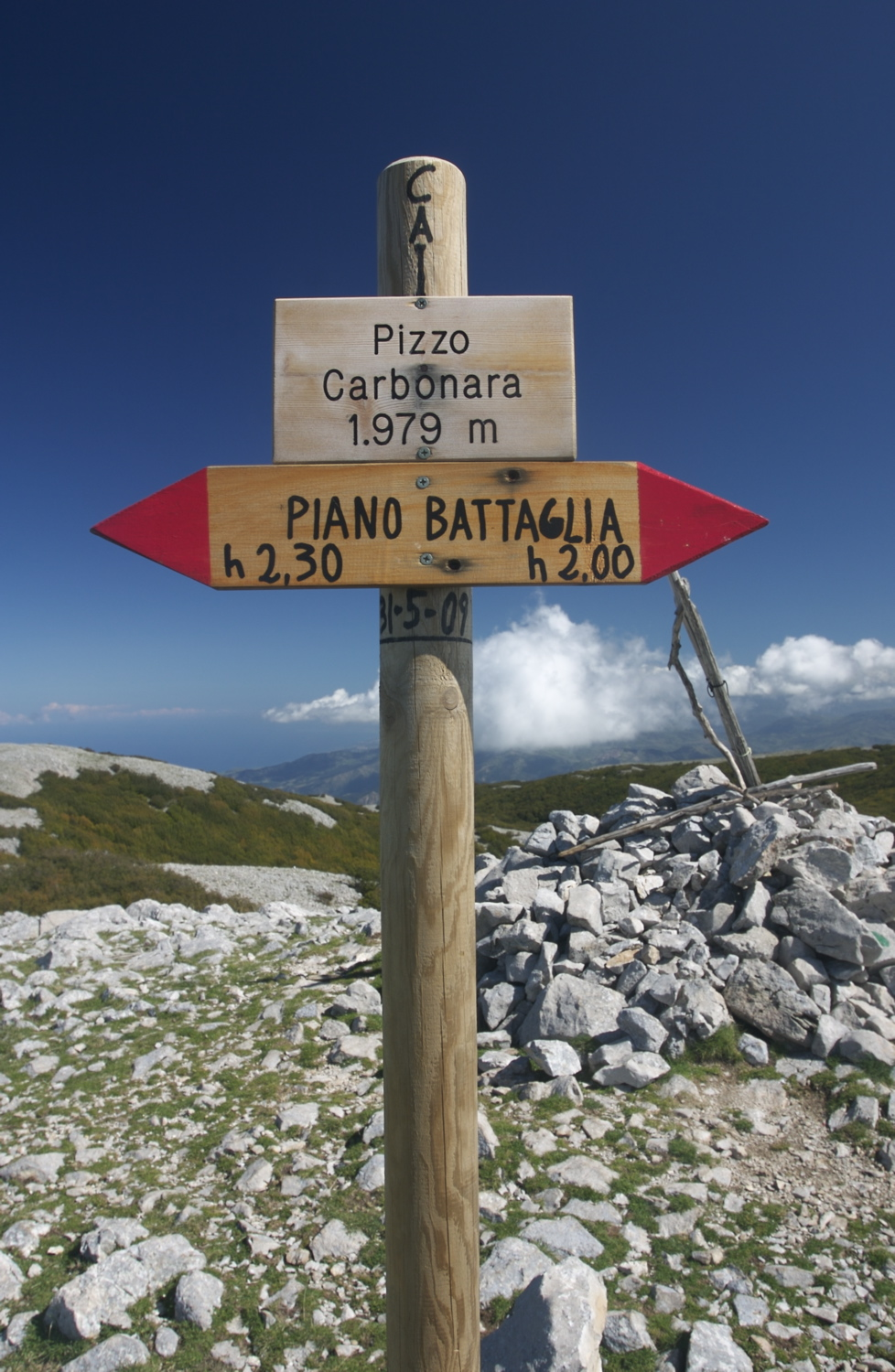
Poteau au sommet du Pizzo Carbonara.